# Torres de la Alameda
Torres de la Alameda er en by og kommune i det centrale Spanien i Madrid-regionen. Den har et indbyggertal på 7.758 (2024) indbyggere.